# Butyrka

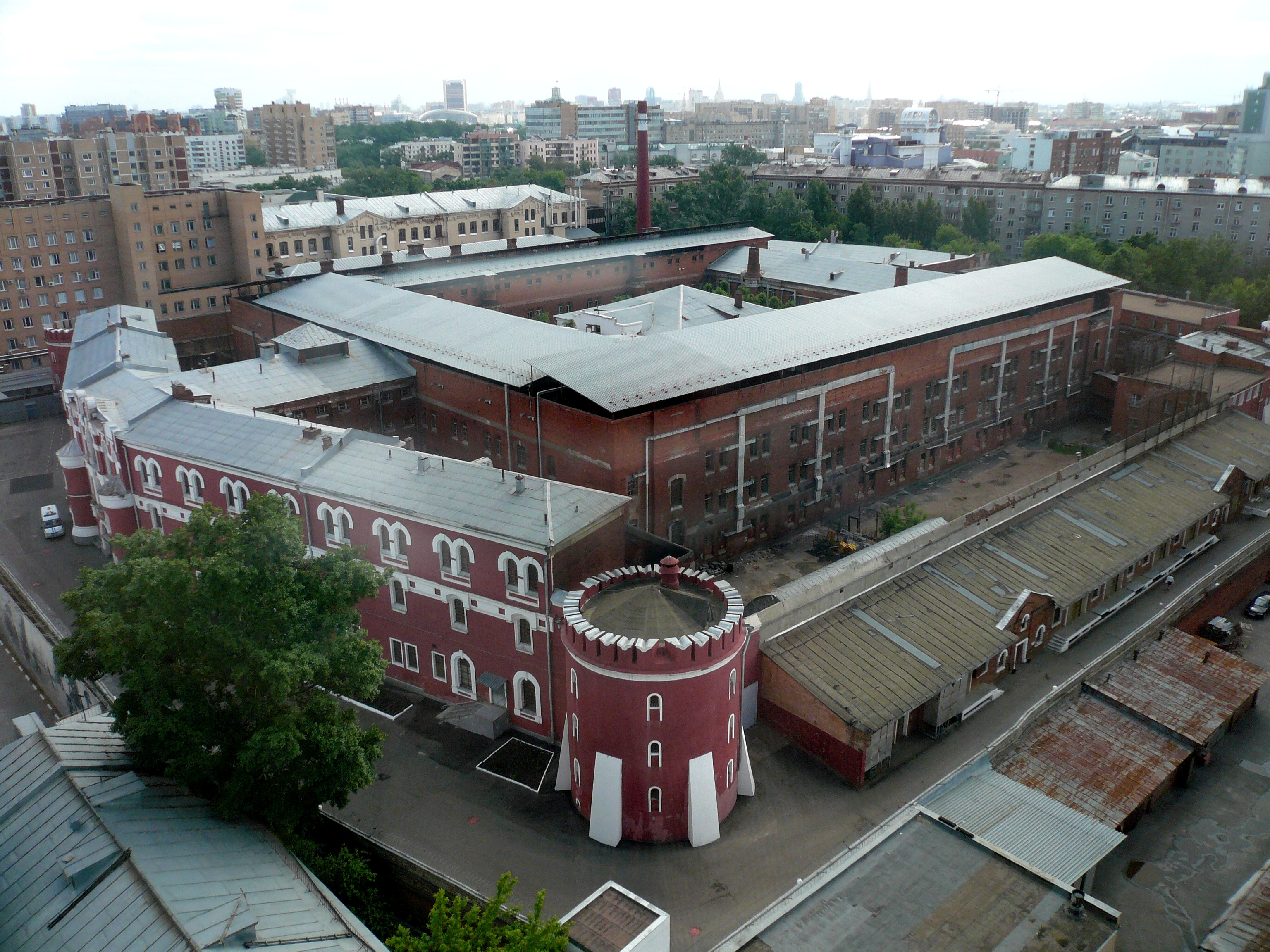
Blick auf den Butyrka-Komplex von einem benachbarten Hochhaus. Im Vordergrund ist einer der Wachtürme der ehemaligen Festung zu sehen.

Das Butyrka-Gefängnis (russisch Бутырская тюрьма, Бутырка) ist eine Haftanstalt in Moskau.

## Geschichte
Es wurde nahe dem Butyrka-Stadttor (Бутырская застава, Butyrskaja Sastawa) vermutlich im 17. Jahrhundert errichtet. Das derzeitige Gebäude entstand 1782 an der Stelle des Gefängnisses als Festung und ist vom Architekten Matwei Kasakow während der Regentschaft Katharinas der Großen entworfen worden. Die Türme der alten Festung dienten in der Zeit Peters des Großen der Inhaftierung rebellischer Strelizen, später Hunderter von Teilnehmern des polnischen Januaraufstandes von 1863, sowie Mitgliedern der Volkstümler 1883 und Teilnehmern des Morosow-Streiks von 1885. Das Butyrka-Gefängnis war für seine brutalen Haftbedingungen bekannt, jeglicher Protest wurde gewaltsam unterdrückt.
Während der Februarrevolution 1917 befreiten die Moskauer Arbeiter alle politischen Gefangenen aus der Butyrka. Nach der Oktoberrevolution blieb sie ein politisches Gefängnis und wurde zum Transit für zahlreiche Gulag-Verurteilte. In der Zeit des Großen Terrors beherbergte die Butyrka, ausgelegt für 1.000 Gefangene, angeblich bis zu 30.000 Inhaftierte, mithin 275 Personen pro 25-Betten-Zelle. (Joszef Lengyel, 1938)
Laut Memorial wurden nach dem Zweiten Weltkrieg bis zu Stalins Tod 1953 ca. 7.000 Menschen in der Butyrka erschossen, darunter 1.000 Deutsche, die nach der Einäscherung im damals einzigen Moskauer Krematorium auf dem Donskoi-Friedhof in Massengräbern beigesetzt wurden.
Die heutige Butyrka ist weiter Gefängnis und wird als Untersuchungsgefängnis genutzt; ihre offizielle Bezeichnung ist „Untersuchungshaftanstalt Nummer 2“ (russisch: Следственный изолятор № 2). Einem Bericht der BBC aus dem Jahr 2003 zufolge beherbergten die Zellen damals bis zu 80 Personen, obwohl sie für je 20 Personen ausgelegt waren. Die Bediensteten seien mit umgerechnet 160 Dollar monatlich unterbezahlt, entsprechend korruptionsanfällig und würden wegen des relativ hohen Moskauer Lohnniveaus außerhalb der Stadt rekrutiert.
Am 2. August 1996 wurde in der Butyrka der Serienmörder Sergei Golowkin per Kopfschuss getötet. Er gilt als letzte Person, die in Russland zum Tode verurteilt und hingerichtet wurde.

## Bekannte Inhaftierte
- Fabian Abrantowitsch, katholischer Priester und Unabhängigkeitsaktivist aus Belarus
- Karl I. Albrecht (1897–1969), sowjetischer Forstingenieur, später Nationalsozialist
- Andrei Alexejewitsch Amalrik (1938–1980), Historiker, Schriftsteller und Dissident
- Władysław Anders (1892–1970), polnischer General und Premierminister
- Isaak Babel (1894–1940), Schriftsteller, hingerichtet 1940
- Mieczyslaw Boruta-Spiechowicz, polnischer General
- Solomon Bregman (1895–1953), Mitglied des Jüdischen Antifaschistischen Komitees
- Margarete Buber-Neumann (1901–1989), Kommunistin, spätere Christdemokratin und politische Publizistin
- Walerian Czuma, polnischer General
- Felix Dserschinski (1877–1926), Tscheka-Gründer
- Zofia Dserschinska (1882–1968), polnische Sozialdemokratin, Kommunistin und Revolutionärin, Ehefrau von Felix Dserschinski
- Alexander Frison (1875–1937), katholischer Bischof aus der Region Odessa, erschossen 1937
- Werner Haase (1900–1950), Hitlers Begleitarzt starb dort 1950
- Heinrich Hitler (1920–1942), Adolf Hitlers Neffe starb dort 1942
- Wjatscheslaw Kirillowitsch Iwankow (1940–2009), russischer Mafiaboss, wurde 1974 in der Butyrka als Dieb im Gesetz aufgenommen
- Bruno Jasieński (1901–1938), polnischer Dichter und Futurist, hingerichtet 1938
- Stanisław Jasiukowicz, polnischer Minister, zu Tode gemartert 1946
- Nikolai Iwanowitsch Jeschow (1895–1940), Chef der Geheimpolizei NKWD und Mitorganisator des Großen Terrors, hingerichtet 1940, im Keller des Gefängnisses
- Erwin Köhler (1901–1951), 1946–1950 CDU-Bürgermeister in Potsdam, war gegen die Gleichschaltung mit der SED, am 28. März 1950 mit seiner Ehefrau verhaftet, beide 1951 erschossen
- Lew Kopelew (1912–1997), sowjetischer Schriftsteller und Major der Roten Armee
- Sergei Pawlowitsch Koroljow (1907–1966), sowjetischer Raketenkonstrukteur
- Marija Leiko (1887–1938), lettische Schauspielerin, erschossen 1938
- Walter Linse (1903–1953), deutscher Jurist, erschossen 1953
- Zygmunt Łoziński, seliggesprochener katholischer Bischof von Minsk
- Nestor Machno (1888–1934), ukrainischer Anarchist
- Sergei Leonidowitsch Magnitski (1972–2009), russischer Anwalt, der den bis dahin größten Fall der Korruption in Russland aufgedeckt hat. Infolge seiner Entdeckung selber inhaftiert und 2009 in Butyrka an verweigerter ärztlicher Hilfeleistung verstorben.
- Wladimir Wladimirowitsch Majakowski (1893–1930), Dichter
- Wassili Fjodorowitsch Malyschkin (1896–1946), Offizier, 1946
- Rochus Misch (1917–2013), Hitlers Leibwächter und Telefonist, 1946
- Zenzl Mühsam (1884–1962), politische Aktivistin und Widerstandskämpferin, Ehefrau von Erich Mühsam
- Arne Munch-Petersen (1904–1940), Funktionär und Kommissar der Dänischen Kommunistischen Partei (DKP), 1936 Vertreter der DKP in der Komintern, verhaftet 1937, gestorben an chronischer Tuberkulose 1940
- Carola Neher (1900–1942), deutsche Schauspielerin
- Walter Nicolai (1873–1947), deutscher Geheimdienstler des Ersten Weltkrieges, 1947
- Paul Niederkirchner, deutscher Kommunist, Bruder von Käthe Niederkirchner und Sohn des RGO-Gründers Michael Niederkirchner, 1939 inhaftiert und während der Haft verstorben
- Marija Nikiforowa (1885–1919), ukrainische Anarchistin
- Leopold Okulicki (1898–1946), polnischer General, letzter Kommandeur der Armia Krajowa, hingerichtet 1946
- Wladimir Michailowitsch Petljakow (1891–1942), sowjetischer Flugzeugkonstrukteur
- Jemeljan Iwanowitsch Pugatschow (ca. 1742–1775), Führer des Kosakenaufstandes 1773–1774
- Bernhard Sarrach, Oberstleutnant, Angehöriger der Amtsgruppe Auslandsnachrichten und Abwehr, starb dort 1946
- Warlam Tichonowitsch Schalamow (1907–1982), Schriftsteller
- Alexander Issajewitsch Solschenizyn (1918–2008), Schriftsteller
- Olha Taratuta (1876–1938), ukrainische Anarchistin
- Sergei Tretjakow (1892–1937), russischer Avantgardist der 1920er Jahre; stürzte sich von einer Gefängnistreppe, um der Hinrichtung zu entgehen. (Geschichte umstritten)
- Augustinas Voldemaras (1883–1942), früherer Premierminister Litauens, starb im Gefängnis nach der sowjetischen Okkupation Litauens 1940
- Erica Wallach (1922–1993), deutschamerikanische Lehrerin, Redakteurin und Übersetzerin
- Jonas Žemaitis (1909–1954), litauischer General, Führer der litauischen Partisanen nach dem Zweiten Weltkrieg, erschossen 1954